# Бофиль, Рикардо (Куба)
Рикардо Бофиль Пахес (исп. Ricardo Bofill Pagés; 1943, Мадруга, Гавана, Куба — 2019, Майами, Флорида, США) — кубинский диссидент-правозащитник, основатель правозащитного комитета и Партии за права человека на Кубе. В молодости — профессор-марксист, активист Компартии Кубы, один из ведущих участников «микрофракции». Непримиримый противник режима Фиделя Кастро. Отбывал тюремное заключение по политическим обвинениям. Эмигрировал и скончался в США. Известен как автор кубинской стратегии мирного сопротивления властям.

## Несогласный марксист
Родился в семье городской интеллигенции (в то время город Мадруга входил в состав провинции Гавана, ныне Маябеке). С юности придерживался левых взглядов, активно поддержал Кубинскую революцию, задерживался после антибатистовской забастовки 1958. Преподавал историю философии в Гаванском университете. В 1965 вступил в Коммунистическую партию Кубы (КПК). Имел учёное звание профессора. Некоторые источники утверждают, будто Бофиль занимал должность проректора Гаванского университета, но эта информация опровергается.
В молодости Рикардо Бофиль был сторонником теоретического коммунизма как бесклассового и безгосударственного общества. В годы хрущёвской Оттепели посещал Москву по обмену между Гаванским университетом и МГУ. Установил различные контакты, в том числе с советскими диссидентами, встречался с Александром Солженицыным. Стал убеждённым противником сталинизма. В этой связи с большой тревогой относился к политике Фиделя Кастро. Сошёлся в Гаване с группой оппозиционных марксистских интеллектуалов, критиковавших «фиделистскую модель социализма». В 1966 уволен из университета за «идеологические диверсии».

## Участник «микрофракции»
С конца 1965 в КПК сформировалась немногочисленная группа противников Фиделя Кастро во главе с Анибалем Эскаланте. Впоследствии эта группа была названа «микрофракцией». Здесь сгруппировались носители самых разных, зачастую противоположных позиций — от сталинистов и маоистов (Франсиско Кальчинес, Хосе Матар) до демократических социалистов (Рикардо Бофиль, Феликс Флейтас). Объединяющей платформой являлось недовольство правлением братьев Кастро и их ближайшего окружения.
«Микрофракция» не вела практической деятельности. Однако резко критические отзывы о властях, встречи с представителями СССР, ГДР и ЧССР, в которых её участники обвиняли кубинское руководство в неблагонадёжности из-за «буржуазного происхождения» и «недостаточной верности Советскому Союзу», стали известны органам госбезопасности. По «делу о микрофракции» были арестованы были сорока человек. Показательный процесс вынес суровые приговоры. Рикардо Бофиль получил 12 лет заключения.

## Диссидент, правозащитник, заключённый

### Новая стратегия протеста
Освобождён условно-досрочно в 1972. Работал уборщиком-подметальщиком на фабрике, потом библиотекарем. Взгляды Рикардо Бофиля эволюционировали к антикоммунизму, враждебность к правящему режиму стала непримиримой. Рикардо Бофиль вёл антиправительственную агитацию в кругу друзей и знакомых. 28 января 1976 участвовал в создании Кубинского комитета за права человека (CCPDH). Его поддержали гинеколог Марта Фрайде, философ Элисардо Санчес, дипломат Эдди Лопес Кастильо, испанская эмигрантка-республиканка Роза Диас Альбертини. Идейной основой CCPDH являлась Всеобщая декларация прав человека.
Рикардо Бофиль допускал только мирные способы политической борьбы — сбор и распространение правдивой информации, публичные выступления. Он высказывался категорически против вооружённой борьбы: «Слишком многие кубинцы оплакивают своих родных, расстрелянных в Ла-Кабанье и погибших в Эскамбрае. Мы должны покончить на Кубе с традицией око за око, зуб за зуб». Такой подход считается переосмысленной стратегией кубинского протеста, а Бофиль её основным автором и разработчиком.

### Практика и преследования
В 1980 Рикардо Бофиль был арестован вторично — за самиздатскую публикацию «Куба: права человека в перманентном кризисе». Ему были предъявлены обвинения в «контрреволюционной пропаганде» и контактах с иностранными дипломатами. Суд приговорил Бофиля к 2,5 годам заключения. В тюрьме Бофиля посетил тогдашний министр внутренних дел Кубы Хосе Абрахантес. Министр угрожающе сказал заключённому, что тот даже не знает, в какие проблемы ввязался. Бофиль ответил, что сам Абрахантес ввязался в большие проблемы и не знает этого. В 1989 Абрахантес был арестован, осуждён по делу генерала Очоа, получил 20 лет заключения и вскоре умер в тюрьме.
В 1983 Рикардо Бофиль и адвокат Арамис Табуада предали гласности преследование группы кубинских рабочих, создавших ячейку независимого профсоюза (им грозило наказание вплоть до смертной казни). Комментаторы называли это спасением жизни арестованных. После этого Бофиль был арестован вновь и приговорён уже к 18 годам тюрьмы за «контрреволюционную пропаганду» и участие в «незаконном сообществе». В 1985 Amnesty International признала Рикардо Бофиля узником совести.
Неожиданно для многих наблюдателей Рикардо Бофиль был освобождён по состоянию здоровья 8 августа 1985. Он продолжил диссидентскую активность: организовал выставку художественного андерграунда Arte Libre, собирал и публиковал многочисленные свидетельства нарушения прав человека, обратился с воззванием к антикоммунистическим движениям Восточной Европы (акция была приурочена к поминовению убитого капеллана Солидарности Ежи Попелушко). Сам Фидель Кастро в интервью Марии Шрайвер вынужден был сказать о CCPDH («группа бывших заключённых контрреволюционеров, которыми манипулирует ЦРУ»).
Партийно-государственная пропаганда вела яростную кампанию против Рикардо Бофиля. Его называли и «пятой колонной», и «бывшим агентом Батисты, который ограбил ризницу». Ожидая очередного ареста, в августе 1986 Рикардо Бофиль укрылся в посольстве Франции. Он вышел из здания пять месяцев спустя, когда французское правительство получил от кубинских властней обязательство не преследовать Бофиля. Год спустя, в начале 1988, Рикардо Бофиль покинул Кубу на условиях невозвращения.

## Политик-эмигрант
Выехав в ФРГ, затем в Испанию, Рикардо Бофиль прибыл в США. Обосновался в Майами (штат Флорида) в среде кубинской диаспоры. 20 июня 1988 по инициативе Бофиля учреждена Партию за права человека на Кубе (PPDHC). 6 ноября PPDHC огласила Гаванскую декларацию — призыв к сбору подписей за проведение на Кубе демократического референдума, подобного проведённому в Чили. 30 ноября 1988 Рикардо Бофиля принял в Белом доме президент США Рональд Рейган.
Рикардо Бофиль и PPDHC обладали заметным влиянием в кубинской политэмиграции. Бофиль тесно сотрудничал с Радио Марти, активно велась агитация и пропаганда, продолжались документирование и публикация правозащитных материалов. Бофиль с удивлением воспринял распад СССР — и тем более уверился в будущей победе на Кубе. 10 декабря 2015, во Всемирный день прав человека, Бофиль обратился к кубинским диссидентам, политзаключённым, Женщинам в белом — продолжать борьбу за свободу и демократию.

## Кончина и оценки
Скончался Рикардо Бофиль в возрасте 76 лет. Газета КПК Granma и государственное телевидение Кубы несколько дней публиковали резко критические материалы о покойном. В частном порядке, однако, даже офицеры кубинских спецслужб признавали его умным человеком и умелым противником: «Этого парня в очках, белой рубашке и чёрных брюках, с чемоданом в руках узнавала вся Куба».
Кубинская оппозиция и политэмиграция характеризовали Рикардо Бофиля как мужественного борца за права угнетённых, первого независимого журналиста, бросившего вызов диктатуре Кастро.
Рикардо Бофиль жил с женой Иоландой Миярес, в своём доме супруги держали шесть кошек. Имидж невысокого сдержанного, даже застенчивого человека противопоставлялся «мачизму» Фиделя Кастро — который, однако, «просто не знал, что против него предпринять».